# Os Lusíadas
Os Lusíadas é uma obra de poesia épica do escritor português Luís Vaz de Camões, a primeira epopeia portuguesa publicada em versão impressa. Provavelmente iniciada em 1556 e concluída em 1571, foi publicada em Lisboa em 12 de março de 1572, no período literário do Classicismo, ou Renascimento tardio, três anos após o regresso do autor do Oriente, via Moçambique. 
A obra é composta por dez cantos, 1 102 estrofes e 8 816 versos em oitavas decassilábicas, sujeitas ao esquema rímico fixo AB AB AB CC – oitava rima real, ou camoniana. A ação central é a descoberta do caminho marítimo para a Índia por Vasco da Gama, à volta da qual se vão evocando outros episódios da história de Portugal, glorificado o povo português.
Considerada a obra mais importante da literatura de língua portuguesa, é frequentemente comparada à Eneida de Virgílio (séc. I a.C.).
Escrito à moda homérica, Os Lusíadas é muitas vezes considerado como o épico nacional de Portugal, tanto quanto a Eneida de Virgílio foi para os antigos romanos, ou a Ilíada e a Odisseia de Homero para os antigos gregos.
O poema evoca o período que precede a retomada de Valência em 1102 pelos Almorávidas, bem como aquele dos Almohadas, cuja capital é Marraquexe, e o período que precede a batalha dos Três Reis.

## Estrutura
“As armas e os barões assinalados A
Que, da ocidental praia lusitana, B
Por mares nunca de antes navegados A
Passaram ainda além da Taprobana, B
Em perigos e guerras esforçados, A
Mais do que prometia a força humana, B
E entre gente remota edificaram C
Novo reino, que tanto sublimaram. C”

— Os Lusíadas, Canto I, estrofe 1
A estrutura externa refere-se à análise formal do poema: número de estrofes, número de versos por estrofe, número de sílabas métricas, tipos de rimas, ritmo, figuras de estilo, etc. Assim: 
- Os Lusíadas é constituído por dez partes, chamadas de cantos na lírica;
- cada canto tem um número variável de estrofes (em média, 110);
- as estâncias são oitavas, tendo portanto oito versos; a rima é cruzada nos seis primeiros versos e emparelhada nos dois últimos (AB AB AB CC, ver na citação ao lado);
- cada verso é constituído por dez sílabas métricas (decassilábico), na sua maioria heróicas (acentuadas nas sextas e décimas sílabas).

Sendo Os Lusíadas um texto renascentista, não poderia deixar de seguir a estética grega que dava particular importância ao número de ouro. Assim, o clímax da narrativa, a chegada à Índia, foi colocada no ponto que divide a obra na proporção áurea (início do Canto VII).
A estrutura interna relaciona-se com o conteúdo do texto. Esta obra mostra ser uma epopeia clássica ao dividir-se em quatro partes:
- Proposição - introdução, apresentação do assunto e dos heróis (estrofes 1 a 3 do Canto I);
- Invocação - o poeta invoca as ninfas do Tejo e pede-lhes a inspiração para escrever (estrofes 4 e 5 do Canto I);
- Dedicatória - o poeta dedica a obra ao rei D. Sebastião (estrofes 6 a 18 do Canto I);
- Narração - a narrativa da viagem, in medias res, partindo do meio da ação para voltar atrás no tempo e explicar o que aconteceu até ao momento na viagem de Vasco de Gama e na história de Portugal, e depois prosseguir na linha temporal.

Por fim, há um epílogo a concluir a obra (estrofes 145 a 156 do Canto X).
Os planos temáticos da obra são:

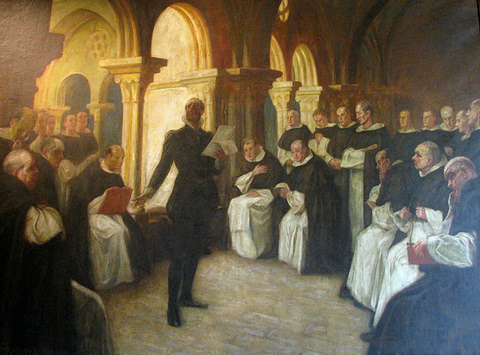
Camões Lendo «Os Lusíadas» aos Frades de São Domingos (1929), de António Carneiro.

- Plano da Viagem - onde se trata da viagem da descoberta do caminho marítimo para a Índia de Vasco da Gama e dos seus marinheiros;
- Plano da História de Portugal - são relatados episódios da história dos portugueses;
- Plano da Mitologia - são descritas as influências e as intervenções dos deuses da mitologia greco-romana na ação dos heróis.
- Plano das considerações do Poeta - Camões refere-se a si mesmo enquanto poeta admirador do povo e dos heróis portugueses;

Ao longo da narração deparam-se-nos vários tipos de episódios: bélicos, mitológicos, históricos, simbólicos, líricos e naturalistas.

## Impressão
Da edição impressa pela primeira vez em 1572 em Lisboa, ou de outras apresentadas com a mesma data mas que podem ter sido impressas nos anos seguintes ainda ao abrigo da mesma licença, subsistem apenas 34 exemplares conservados em três Continentes.

### Instituições com exemplares da primeira edição
Fonte:
- Academia Brasileira de Letras
- Academia das Ciências de Lisboa
- Ateneu Comercial do Porto
- Biblioteca José Mindlin (Universidade de São Paulo)
- Biblioteca Nacional do Brasil, Rio de Janeiro
- Biblioteca Nacional de Portugal, Lisboa
- Biblioteca Nacional da Espanha, Madrid
- Biblioteca Nazionale, Nápoles
- Biblioteca Nacional da França
- Biblioteca Bodleiana, Universidade de Oxford
- Bosch Brazilian Library, Estugarda
- Biblioteca Britânica
- Casa de Bragança
- Universidade Harvard
- Lello & Irmãos
- Real Gabinete Português de Leitura, Rio de Janeiro
- Sociedade Martins Sarmento, Guimarães
- Universidade de Coimbra
- Harry Ransom Humanities Research Center, Universidade do Texas em Austin
- The Hispanic Society of America, Nova Iorque
- John Carter Brown Library, Universidade Brown, Providence (Rhode Island)
- Biblioteca Pública e Arquivo Regional de Ponta Delgada, Açores
- Fundação Cultursintra FP

## Parecer do Santo Ofício

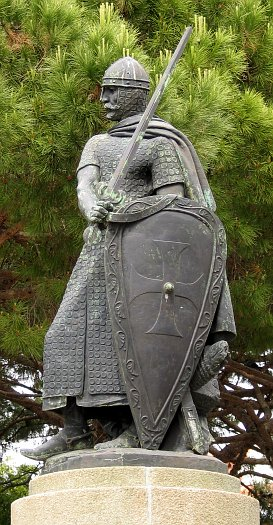
Estátua de D. Afonso Henriques no Castelo de São Jorge em Lisboa. Réplica da original de Guimarães, por Soares dos Reis

O poema épico mais genuíno é o canto da construção duma nação com a ajuda de Deus ou dos deuses. Os Lusíadas, como já a Eneida, é uma epopeia moderna, em que o maravilhoso não passa dum artifício necessário, mas só literário. A fé única no Deus cristão é defendida por toda a obra.
Não se pode pensar em heresia porque não fazia sentido, em tempos de Contrarreforma, acreditar nos deuses do panteão greco-romano, e a prova é a não censura dos inquisidores aos «Deoses dos Gentios». No episódio da Máquina do Mundo (estrofe 82 do Canto X), é a própria personagem da deusa Tétis que afirma: «eu, Saturno e Jano, Júpiter, Juno, fomos fabulosos, Fingidos de mortal e cego engano. Só para fazer versos deleitosos Servimos». No entanto, críticos defendem que esta fala de Tétis foi introduzida a pedido dos Censores, e que várias outras Oitavas foram ou alteradas, ou mesmo cortadas, para que o Poema pudesse ser publicado.
Apesar de terem cortado excertos da obra nas suas primeiras edições, o Parecer do censor do Santo Ofício na edição de 1572 declara que percebeu que este recurso «não pretende mais que ornar o estilo Poético». Por isso, continua, «não tivemos por inconveniente ir esta fábula dos Deoses na obra», mas não resiste a acrescentar «ficando sempre salva a verdade de nossa santa fé, que todos os Deuses dos Gentios são Demonios».
Todavia, a presença destes deuses ocupa um lugar de muito relevo no poema. São as suas intrigas que ligam os episódios dispersos da epopeia e as suas intervenções deus ex machina que emprestam lógica a acontecimentos inesperados da viagem, relatados na narrativa.

## Temáticas

### O herói
“Eternos moradores do luzente
Estelífero polo, e claro assento,
Se do grande valor da forte gente
De Luso não perdeis o pensamento,
Deveis de ter sabido claramente,
Como é dos fados grandes certo intento,
Que por ela se esqueçam os humanos
De Assírios, Persas, Gregos e Romanos.”

— Início do discurso de Júpiter no concílio dos deuses. Canto I, estrofe 24.
Como o título indica, o herói desta epopeia é colectivo, os Lusíadas, ou os filhos de Luso, os portugueses. Nas estrofes iniciais do discurso de Júpiter no concílio dos deuses olímpicos, que abre a parte narrativa, surge a orientação laudatória do autor.
O rei dos deuses afirma que desde Viriato e Sertório, o destino (fado) dos valentes portugueses (forte gente de Luso) é realizar feitos tão gloriosos que façam esquecer os dos impérios anteriores (assírios, persas, gregos e romanos).
O desenrolar da sua história atesta-o, pois além de ser marcada pelas sucessivas e vitoriosas lutas contra mouros e castelhanos, mostra como um país tão pequeno descobre novos mundos e impõe a sua lei no concerto das nações.

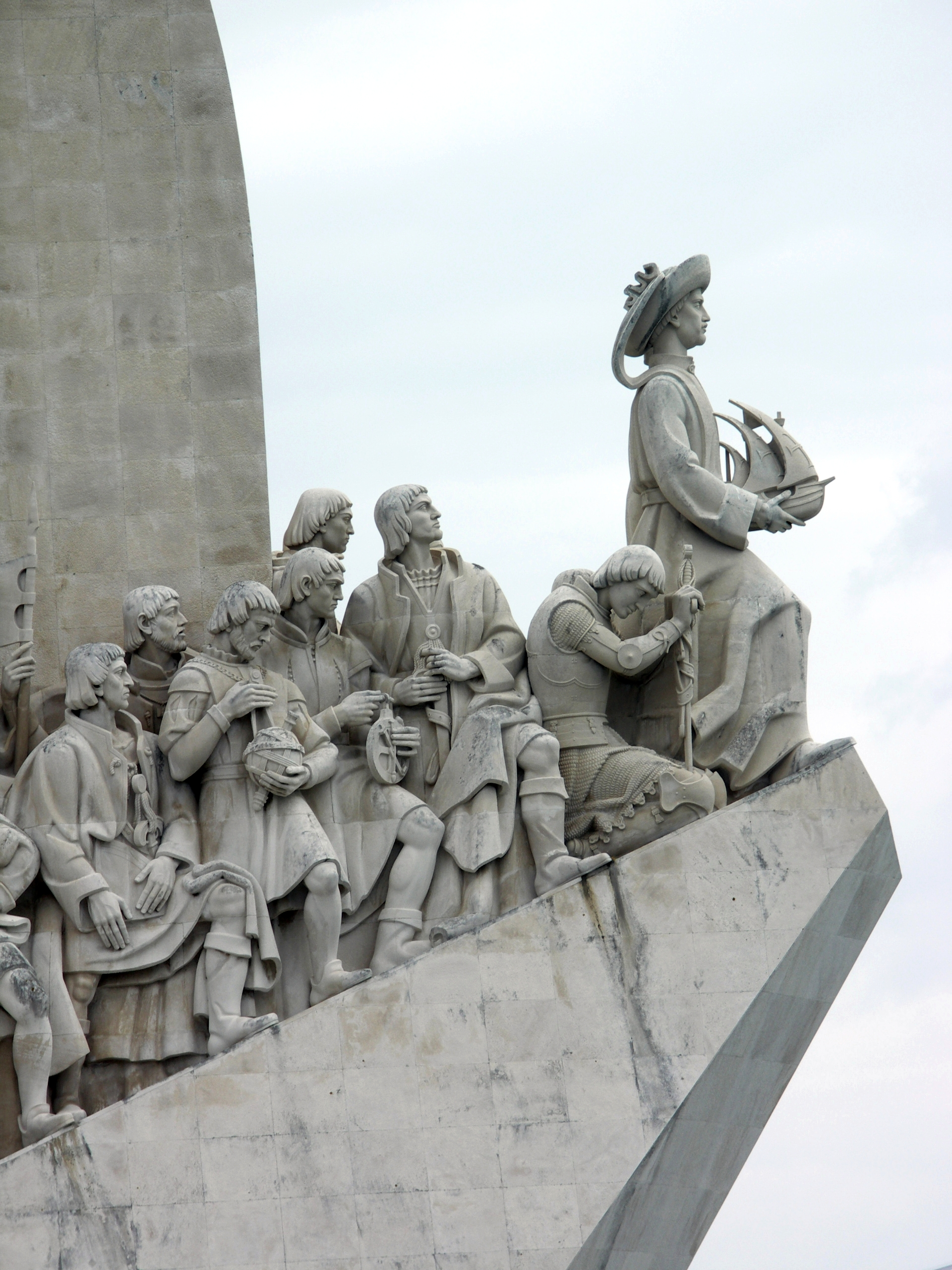
O herói da obra, os portugueses. Monumento aos Descobrimentos Portugueses em Belém, Lisboa, Portugal

No final do poema surge o episódio da Ilha dos Amores, recompensa ficcional da gloriosa caminhada portuguesa através dos tempos. E é confirmado o receio de Baco de as suas façanhas de conquista serem ultrapassadas pelas dos portugueses.
Camões dedicou sua obra-prima ao rei D. Sebastião de Portugal. Os feitos inéditos dos descobrimentos portugueses e a chegada ao «novo reino que tanto sublimaram» no Oriente, foram sem dúvida os estímulos determinantes para a tarefa, desde há muito ambicionada, de redigir o épico português.
Havia um ambiente de orgulho e ousadia no povo português. Navegadores e capitães eram heróis recentes da pequena nação, homens capazes de extraordinárias façanhas, como o «Castro forte» (o vice-rei D. João de Castro), falecido poucos anos antes de o poeta aportar na Índia.
E principalmente Vasco da Gama, a quem se devia o descobrimento da rota para o oriente numa viagem difícil e com poucas probabilidades de êxito, e que vencera inúmeras batalhas contra reinos muçulmanos em terras hostis aos cristãos. Esta viagem épica foi por isso usada como história central da obra, à volta da qual vão sendo contados episódios da história de Portugal.

### A cruzada contra o mouro

Retrato do Rei D. Sebastião (1571-74), por Cristóvão de Morais, no Museu Nacional de Arte Antiga. Foi ao rei D. Sebastião que Camões dedicou Os Lusíadas

O poema pode ser lido numa perspetiva que já era antiga, mas a que factos recentes haviam dado acrescida atualidade, a da cruzada contra o mouro. As lutas no Oriente seriam a continuação das que já se haviam travado em Portugal e no Norte de África, dominando ou abatendo o poder do Islão.
O próprio "movimento" dos descobrimentos surgiu numa lógica de combate ao poderoso Império Otomano que ameaçava a Europa cristã, incapaz de vencer o inimigo em guerra aberta. Os objetivos passavam por fazer uma concorrência comercial aos muçulmanos, ao mesmo tempo ganhando proveitos e debilitando a economia dos rivais. Mas também se ambicionava encontrar aliados dos europeus nas novas terras, que poderiam ser eles mesmos cristãos, ou passíveis de conversão.
Em 1571, a aparente invencibilidade do sultanato turco tinha sido desmentida na batalha de Lepanto. Sentia-se que os otomanos afinal não detinham a supremacia no Mediterrâneo. E o comandante das forças cristãs fora D. João de Áustria, filho bastardo do imperador Carlos V, o avô de D. Sebastião. Foi neste contexto de exaltação que o poeta terá contribuído para incitar o jovem rei português a partir em conquista para a África, com os desastrosos efeitos que daí se seguiram.

### Narradores e os seus discursos

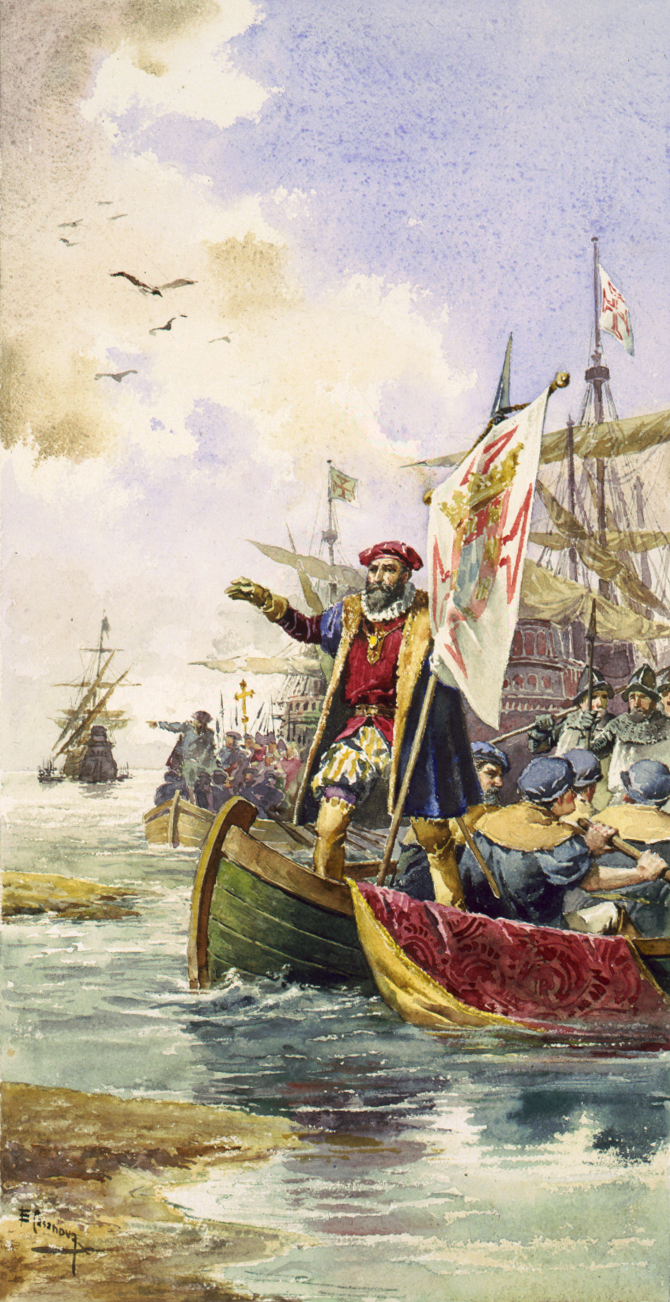
Vasco da Gama, protagonista por excelência dOs Lusíadas, na chegada à Índia

Cada um dos tipos de discurso neste poema evidencia particularidades estilísticas concretas. Dependendo do assunto que tratam, o estilo pode ser heroico e exaltado, empolgante, lamentoso e melancólico, humorístico, admirador.
Os Lusíadas é uma obra narrativa, mas os seus narradores são quase sempre oradores que fazem discursos grandiloquentes: o narrador principal, Camões, que abre em grande estilo e retoma a palavra em várias ocasiões; Vasco da Gama, reconhecido como «facundo capitão» (eloquente); Júpiter, que também toma a palavra em diversas ocasiões; Paulo da Gama (Canto VIII, estrofes 2 a 42); o Velho do Restelo (Canto IV, estrofes 95 a 104); Tétis; a Sirena que profetiza ao som de música (Canto X, estrofes 10 a 74), etc.
Na Invocação, quando o poeta pede às Tágides «um som alto e sublimado, Um estilo grandíloco e corrente», por oposição ao estilo da poesia lírica, de «verso humilde», está certamente a pensar nesse tom empolgante da oratória. Um tom assemelhado à «tuba canora e belicosa» (trompeta de guerra) e não à «agreste avena ou frauta ruda» (flauta do pastor), que seja digno dos «feitos da famosa Gente vossa» (célebre gente do Tejo, os portugueses).
De assinalar excelentes descrições, como as dos palácios de Neptuno e do Samorim de Calecute, a do locus amoenus (lugar aprazível, ameno) da Ilha dos Amores (Canto IX), a do jantar no palácio de Tétis (Canto X) e a do traje do Gama (final do Canto II), entre outras.
Por vezes, essas descrições são feitas ao modo de uma passagem de slides: as coisas descritas estão ali e há alguém que as mostra. Por exemplo, o começo geográfico do discurso de Vasco da Gama ao rei de Melinde (Canto III, estrofes 6 a 20), certas esculturas dos palácios de Neptuno e do Samorim, o discurso de Paulo da Gama ao Catual (Canto VIII, estrofes 26 a 44), A Máquina do Mundo (Canto X, estrofes 77 a 144).

“E vós, Tágides minhas, pois criado
Tendes em mim um novo engenho ardente,
Se sempre em verso humilde celebrado
Foi de mim vosso rio alegremente,
Dai-me agora um som alto e sublimado,
Um estilo grandíloquo e corrente,
Porque de vossas águas, Febo ordene
Que não tenham inveja às de Hipocrene.

Dai-me uma fúria grande e sonorosa,
E não de agreste avena ou frauta ruda,
Mas de tuba canora e belicosa,
Que o peito acende e a cor ao gesto muda;
Dai-me igual canto aos feitos da famosa
Gente vossa, que a Marte tanto ajuda;
Que se espalhe e se cante no universo,
Se tão sublime preço cabe em verso.”

— Invocação às Tágides. Canto I, estrofes 4 e 5.
Exemplos de descrições dinâmicas são a da «batalha» da Ilha de Moçambique (Canto I, estrofes 84 a 92), as das batalhas de Ourique (Canto III, estrofes 42 a 54) e Aljubarrota (Canto IV, estrofes 26 a 44), a da tempestade (Canto VI, estrofes 1 a 42). Camões é mestre nessas descrições, marcadas pelos verbos de movimento, pela abundância de sensações visuais e acústicas e por expressivas aliterações.
Há n'Os Lusíadas vários momentos líricos. Os textos em que se concretizam são no geral narrativo-descritivos. É o caso da parte inicial do episódio da Linda Inês (Canto III, estrofes 120 a 135), da parte final do episódio do Adamastor (Canto V, estrofes 37 a 60), do encontro na Ilha dos Amores (Canto IX). Em todos esses casos o estilo é muito assemelhado à écloga.
São muitas as ocasiões em que o poeta assume um tom de lamento: a última estrofe do Canto I, parte do discurso do Velho do Restelo (Canto IV, estrofes 94 a 104), início e final do Canto VII e partes da Profecia da sereia, fazem lembrar outros lamentos da lírica.
A fé e os apelos a Deus têm uma presença forte na obra. Já Virgílio chamava ao seu herói «pio Eneias». Por várias vezes, em momentos difíceis, Vasco da Gama irrompe em oração: em Mombaça (Canto II), na aparição do Adamastor, no meio do terror da tempestade, etc. As invocações do poeta às Tágides, a Calíope (Canto III, estrofes 1 e 2 e Canto X, estrofe 8), às ninfas do Tejo e do Mondego (Canto VII), em termos tipológicos, são também orações.

## Descrição da narrativa

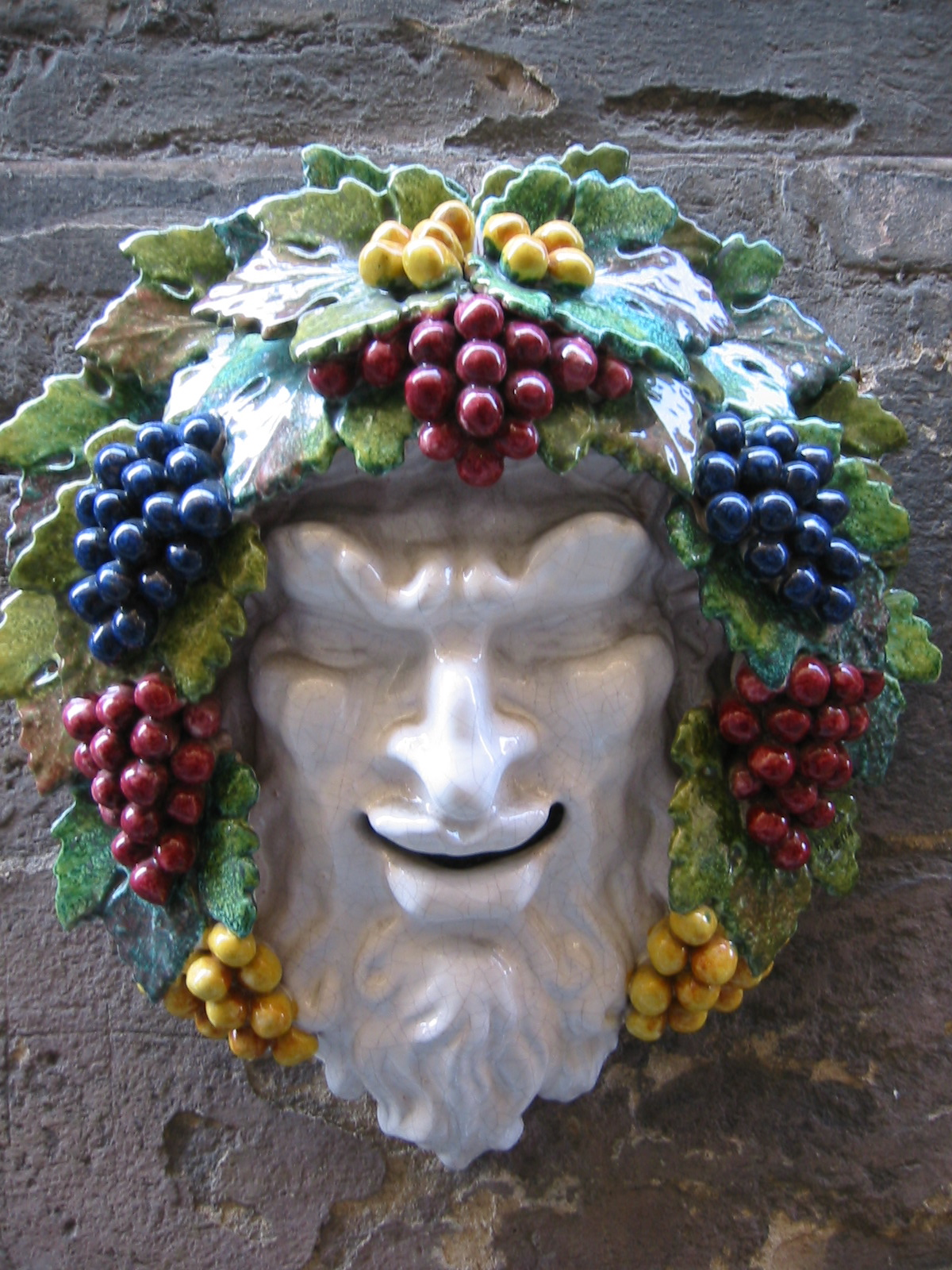
O vilão dOs Lusíadas. Representação de Baco, o deus inimigo dos portugueses.

### Canto I
Depois da Proposição, da Invocação e da Dedicatória, a ação começa in medias res com a frota de Vasco da Gama já no Oceano Índico, mas antes de chegar à Índia (estrofe 19).

#### O Consílio dos Deuses
Neste momento, é convocado o Consílio dos Deuses (estrofes 20 a 41) para decidir se os portugueses devem ou não conseguir alcançar o seu destino. Júpiter afirma que sim, porque isso lhes está predestinado.

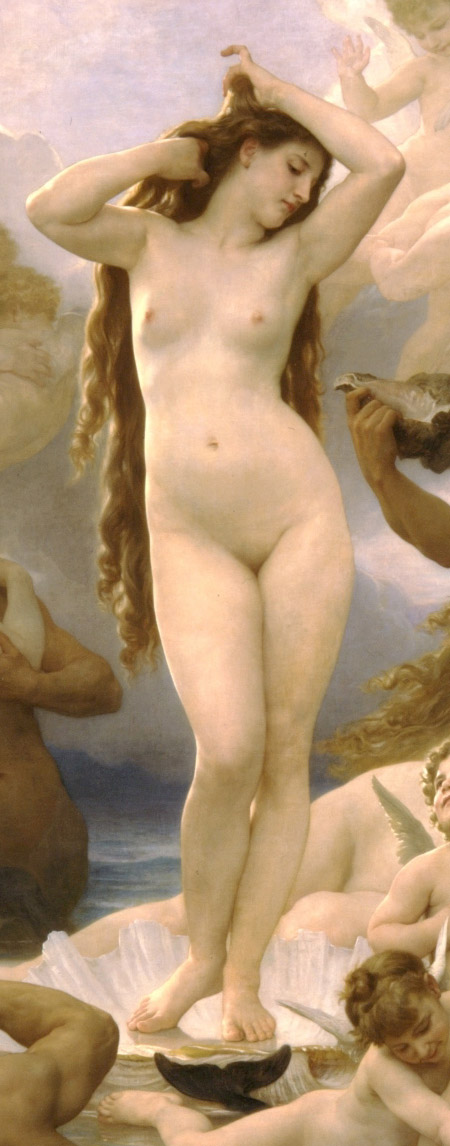
O Nascimento de Vénus, de Bouguereau

Baco discorda porque, se isto for permitido, as suas próprias conquistas no Oriente serão esquecidas, ultrapassadas por este povo. Mas Vénus vê os portugueses como herdeiros dos seus amados romanos e sabe que será celebrada por eles. Camões era um homem de paixões, que também celebrava o amor na sua lírica, e talvez por isso tivesse escolhido a deusa romana desse sentimento para patrona do seu povo.
Segue-se um tumulto, com os restantes olímpicos a tomar partido de Baco ou Vénus, até que o poderoso Marte se impõe, assustando Apolo num aparte (estrofe 37). O amante de Vénus, e admirador dos feitos guerreiros dos portugueses, lembra que não só já é merecido que consigam realizar a sua façanha, como Júpiter já tinha decidido conceder esse favor e não deveria voltar atrás na palavra. O rei dos deuses concorda e encerra o concílio.
O discurso com que Júpiter começa a reunião é uma acabada peça de oratória. Abre com o inevitável exórdio (1ª estrofe) em que, depois de uma original saudação, expõe brevemente o tema a desenvolver. Segue-se, ao modo da retórica antiga, a narração (o passado mostra que a intenção dos fados é mesmo a que o orador apresentou). Vem depois a confirmação: com factos do presente corrobora o que já, a seu modo, a narração comprovara (4ª estrofe). E termina com duas estrofes de peroração, onde se apela à benevolência dos deuses para com os filhos de Luso - aliás, a decisão dos fados cumprir-se-á inexoravelmente. Contra o que seria de esperar, Júpiter conclui determinando e não abrindo o debate.

#### A ilha de Moçambique e o piloto mouro
“A viseira do elmo de diamante
Alevantando um pouco, mui seguro,
Por dar seu parecer, se pôs diante
De Júpiter, armado, forte e duro:
E dando uma pancada penetrante,
Com o conto do bastão no sólio puro,
O Céu tremeu, e Apolo, de torvado,
Um pouco a luz perdeu, como enfiado.”

— Descrição de Marte no concílio. Canto I, estrofe 37
A ação volta então à frota lusa, que chega à ilha de Moçambique. São acolhidos por muçulmanos que, intimidados pelo poderio bélico das naus, lhes prometem mantimentos e um piloto que os leve à Índia. Mas as suas verdadeiras intenções são a destruição dos portugueses. A inspiração do soberano mouro vem de Baco, que tomara a forma mortal de um dos seus conselheiros.
A primeira estratégia é atacar os marinheiros que forem a terra abastecerem-se de água. Mas estes, cuidadosos, vão armados e desbaratam as forças inimigas, prosseguindo depois com o bombardeamento da cidade. O regedor rende-se e oferece então um piloto que os conduza para terras inimigas, a segunda estratégia do deus do vinho.
Por duas vezes o piloto indica bons portos de acolhimento: uma terra de cristãos, que será uma referência ao reino de Preste João, e outra em que cristãos e muçulmanos viviam juntos. Vasco da Gama confia no piloto. Mas Vénus, vendo que na realidade se trata de terras de muçulmanos capazes de vencer os portugueses, desvia a frota com ventos contrários. O primeiro porto é ultrapassado; o segundo é Mombaça, a pouca distância do qual a frota lança âncora. E o canto termina com duas estrofes plenas de suspense.

### Canto II

#### Cilada em Mombaça

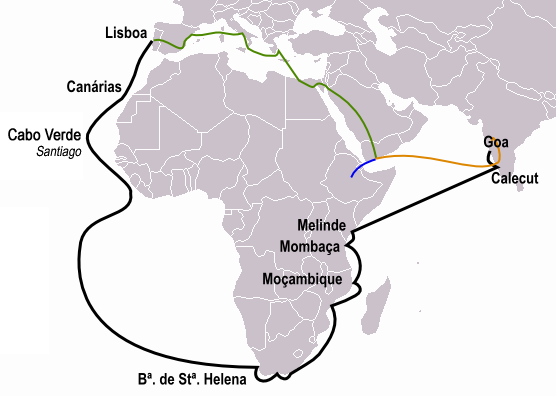
Caminho percorrido pela expedição de Vasco da Gama (a preto). Nesta figura também se pode ver o percurso de Pêro da Covilhã (a laranja) separado de Afonso de Paiva (a azul) depois da longa viagem juntos (a verde).

O rei de Mombaça  envia um mensageiro com promessas de bom acolhimento e pede que a armada entre no porto da cidade, mas com a intenção de armar uma emboscada. Vasco da Gama envia primeiro dois degredados à cidade para passarem a noite e avaliarem a situação. Enganados pelos mouros e por Baco, estes aconselham a entrada em Mombaça. Mas Vénus interfere mais uma vez, e com a ajuda das Nereidas impede a entrada dos navios portugueses.
Vénus sai então em direção aos céus (estrofe 33). Comove Júpiter com a sua beleza e carisma e queixa-se dos perigos que a expedição está a correr. O rei dos deuses reafirma que os fados já destinaram sucesso para os portugueses e envia Mercúrio para avisar Vasco da Gama da existência de Melinde, onde encontrará um rei justo e bondoso, que fornecerá tudo o que procura.

#### Chegada a Melinde
Depois de interrogarem prisioneiros feitos em Mombaça, é confirmada a boa notícia do reino de Melinde. A frota dirige-se para lá e é bem recebida. Apesar de naturalmente romanceado, este episódio é um documentário da descoberta de novas terras e novos povos. De uma grande riqueza descritiva, por ele se consegue "ver" Melinde e os melindanos, como se apresentou a esquadra portuguesa, a receção que teve, como foram as reações de uns e de outros, e como foi feito o contacto diplomático.
O rei melindano oferece mantimentos, munições e piloto para a Índia. Subindo a bordo da nau capitânia, pede a Vasco da Gama que lhe conte sobre a sua viagem. Mas que primeiro descreva o reino de Portugal: a sua geografia, a sua história e as suas gentes.

### Canto III
“Golpes se dão medonhos e forçosos;
Por toda a parte andava acesa a guerra:
Mas o de Luso arnês, couraça e malha
Rompe, corta, desfaz, abola e talha.”

— Batalha de Ourique. Canto III, estrofe 51
Após uma invocação do poeta a Calíope, Vasco da Gama começa por explicar a geografia da Europa e a situação de Portugal no continente (estrofes 6 a 20), «quase cume da cabeça De Europa toda».
Inicia então a narrativa da história de Portugal. De Luso a Viriato, passa para o rei D. Afonso VI de Leão e Castela, D. Teresa e o conde D. Henrique. Segue-se a luta de D. Afonso Henriques pela formação da nacionalidade e a enumeração dos feitos guerreiros do primeiro rei de Portugal contra castelhanos, leoneses e mouros.

#### Egas Moniz
Neste episódio (estrofes 35 a 41) conta-se a história do aio de D. Afonso Henriques. Tendo dado a sua palavra ao rei de Castela que o soberano português lhe prestaria vassalagem, conseguiu o levantamento do cerco castelhano a Guimarães. Mas como D. Afonso Henriques se recusou a acatar estas condições, Egas Moniz foi entregar-se ao rei castelhano, com a mulher e os filhos, comovendo a todos pela sua lealdade e honra.

#### Batalha de Ourique

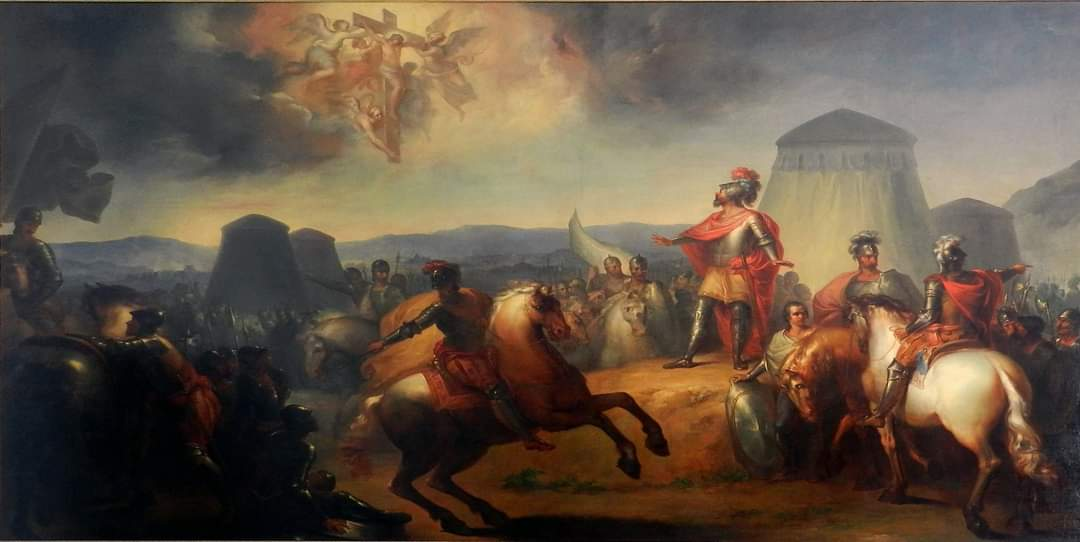
O Milagre de Ourique de Domingos Sequeira, óleo sobre a tela (1793)

Em seguida (estrofes 42 a 54) é narrada a lenda da batalha de Ourique, em que o fundador de Portugal derrota cinco reis mouros depois de ter uma visão de Cristo. Por este motivo pinta os cinco escudos e os trinta dinheiros na bandeira de Portugal.
É mais um exemplo de uma vívida batalha épica, em que os portugueses enfrentam um inimigo cem vezes superior em número. O corajoso exército «Rompe, corta, desfaz, abola e talha» as forças inimigas, pondo os restantes em fuga apavorada. No final, tantos são mortos em batalha que o sangue destes corre em rios e pinta o campo verde e branco de carmesim.
A descrição das conquistas do rei Afonso continua (estrofes 55 a 68) em ritmo acelerado: Leiria, Arronches, Santarém, Mafra, Sintra, Lisboa, Óbidos, Alenquer, Torres Vedras, Elvas, Moura, Serpa, Alcácer do Sal, Évora, Beja, Palmela, Sesimbra, Badajoz.

#### Dinastia de Borgonha
Nesta última cidade D. Afonso acaba por ser cercado pelo rei de Leão, e Camões introduz o seu herdeiro D. Sancho I na história, que se torna no assunto do canto bélico juntamente com o pai, e depois da morte deste (estrofes 83 e 84) como rei.
Seguem-se os restantes reis da dinastia de Borgonha, destacando a coragem e o bom reinado de cada um (ou mau reinado, no caso de D. Sancho II). É no canto do reinado de D. Afonso IV que vão surgir mais alguns episódios célebres d'Os Lusíadas: a Formosíssima Maria, a Batalha do Salado, e Inês de Castro. Esta sequência torna a narrativa num carrocel de emoções. O primeiro é um episódio lírico, em que a filha de D. Afonso IV roga a ajuda deste para o seu reino de Castela contra os mouros. Comovido, o rei parte em ajuda do genro, na batalha do Salado, mais um exemplo de luta épica.

#### Inês de Castro
“Traziam-na os horríficos algozes
Ante o Rei, já movido a piedade:
Mas o povo, com falsas e ferozes
Razões, à morte crua o persuade.
Ela com tristes o piedosas vozes,
Saídas só da mágoa, e saudade
Do seu Príncipe, e filhos que deixava,
Que mais que a própria morte a magoava”

— Sobre Inês de Castro. Canto III, estrofe 124
O turbilhão de emoções continua com este episódio lírico-trágico (estrofes 118 a 135), talvez o mais reconhecido d'Os Lusíadas. Convém que se não perca de vista a sua integração no poema, via alocução de Vasco da Gama ao rei de Melinde. Costuma-se classificá-lo como lírico, distinguindo-o assim, sobretudo, dos mais comuns episódios bélicos.
D. Inês e D. Pedro são os amantes trágicos por excelência. O seu amor é ilícito, proibido pelos poderes. O poeta que tinha escrito sonetos tão sombrios, de sofrimento amoroso, chama repetidamente este de «puro amor», e censura o rei, de quem tanto elogiara os feitos guerreiros, por esta sombra no seu reinado.
D. Afonso IV pretende casar o filho que, apaixonado por Inês, recusa. A solução é eliminá-la. Trazida à presença do rei, esta implora pela sua vida, só para poder cuidar dos seus filhos. Comove o velho soberano, mas os conselheiros e o povo exigem a morte. E assim a frágil e bela apaixonada é [assassinada «só por ter sujeito O coração a quem soube vencê-la» (por amar quem soube conquistar o seu coração).

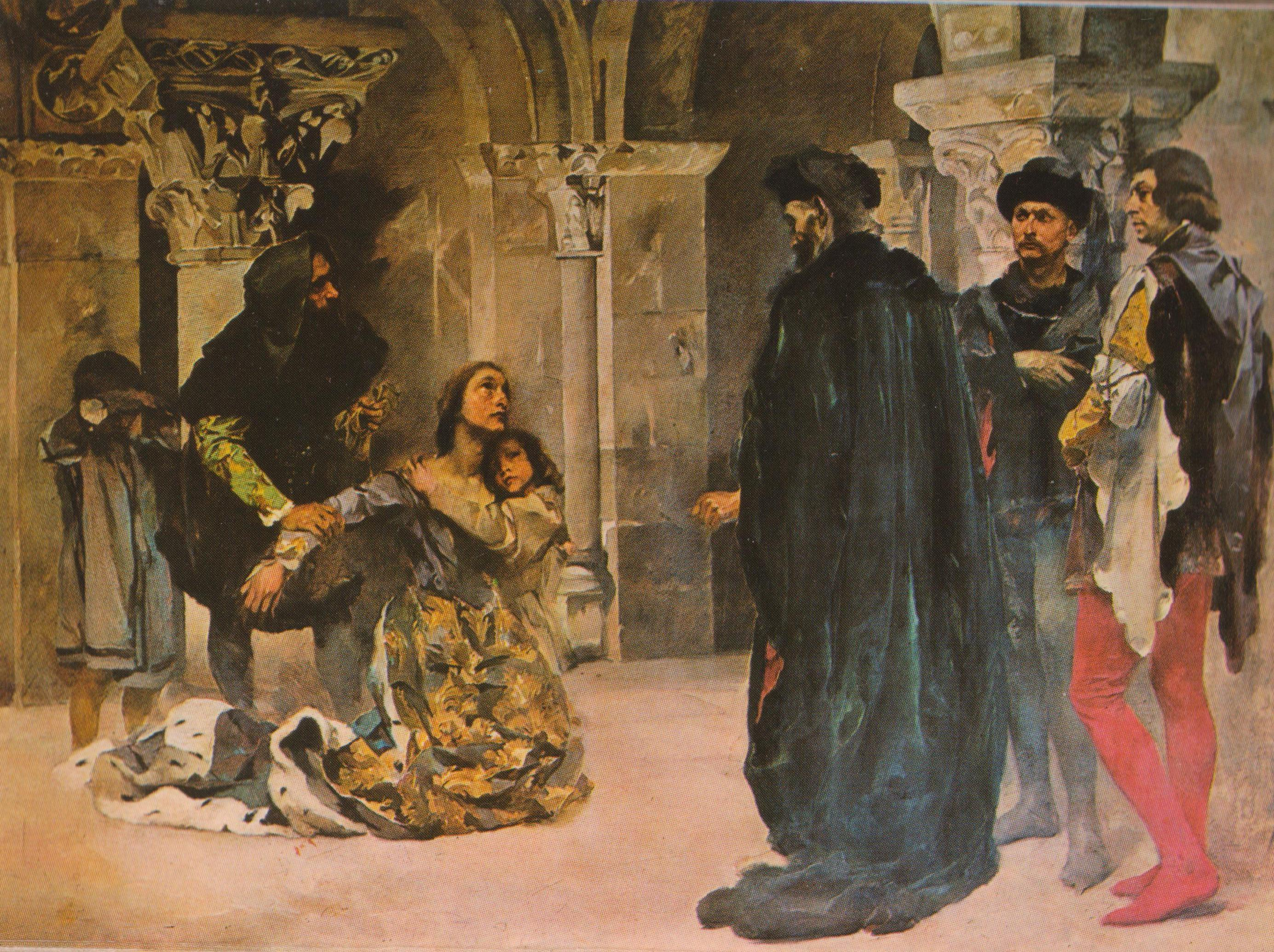
Drama de Inês de Castro (Columbano)

Uma rápida análise do episódio permite encontrar aí presentes, com maior ou menor clareza, elementos trágicos como o destino, que conduz a acção para o final trágico; a peripécia; até algo próximo do papel do coro (apóstrofes). A nobreza moral e social das personagens é também salientada, de modo a criar no leitor sentimentos de terror e de piedade perante a desgraça que se abate sobre a protagonista (catástrofe).
Quando Inês teme mais a orfandade dos filhos que a própria perda da vida, quando ela suplica a comutação da pena capital por um exílio na Sibéria (Cítia) ou na Líbia, entre «toda a feridade», só para poder criar os filhos do seu amor, quando é comparada com «a linda moça Policena, consolação extrema da mãe velha», quando o leitor escuta toda a estrofe 134, e mesmo a 135, estão-se a dedilhar os acordes da piedade. Já os versos iniciais da estrofe 124, a apóstrofe com que termina a 130 (e antes a da segunda metade da 123) e a estrofe 133 estão ao serviço da sugestão do terror trágico.

#### D. Fernando
Depois da vingança de D. Pedro, o justiceiro ou o cruel, é apresentado o brando D. Fernando, responsabilizado pela quase perda do reino durante as guerras fernandinas e pela crise que o país enfrentaria após a sua morte.
Interpretando estas crises como consequência ou castigo do amor do rei por Leonor Teles, o romântico poeta acrescenta «Mas quem pode livrar-se por ventura Dos laços que Amor arma brandamente». Por isso, continua, o monarca tem desculpa (estrofe 143) para quem já amou, quem nunca amou será mais ríspido nas críticas.

### Canto IV
Vasco da Gama prossegue a narrativa da história de Portugal. Fala agora da 2.ª Dinastia, desde a Revolução de 1383-85, até ao momento, do reinado de D. Manuel I, em que a sua armada parte para a Índia.

#### Batalha de Aljubarrota
“Eis ali seus irmãos contra ele vão,
(Caso feio e cruel!) mas não se espanta,
Que menos é querer matar o irmão,
Quem contra o Rei e a Pátria se alevanta:”

—  Sobre D. Nuno Álvares Pereira na Batalha de Aljubarrota, Canto IV, estrofe 32
A narrativa da revolução de 1383-85 é dividida em duas partes: o levantamento do povo para apoiar o pretendente português (estrofes 1 a 23), e a batalha de Aljubarrota (estrofes 24 a 44). Dois heróis partilham as glórias destes episódios: o régio D. João e o guerreiro D. Nuno Álvares Pereira.

Camões elogia os patriotas que defenderam a independência, quer sejam humildes ou poderosos, sem medo de morrer pela causa portuguesa. Critica amarguradamente quem se juntou ao partido castelhano, particularmente os irmãos de Nun'Álvares, que tem de lidar com o conflito acrescido de lutar contra os seus familiares.

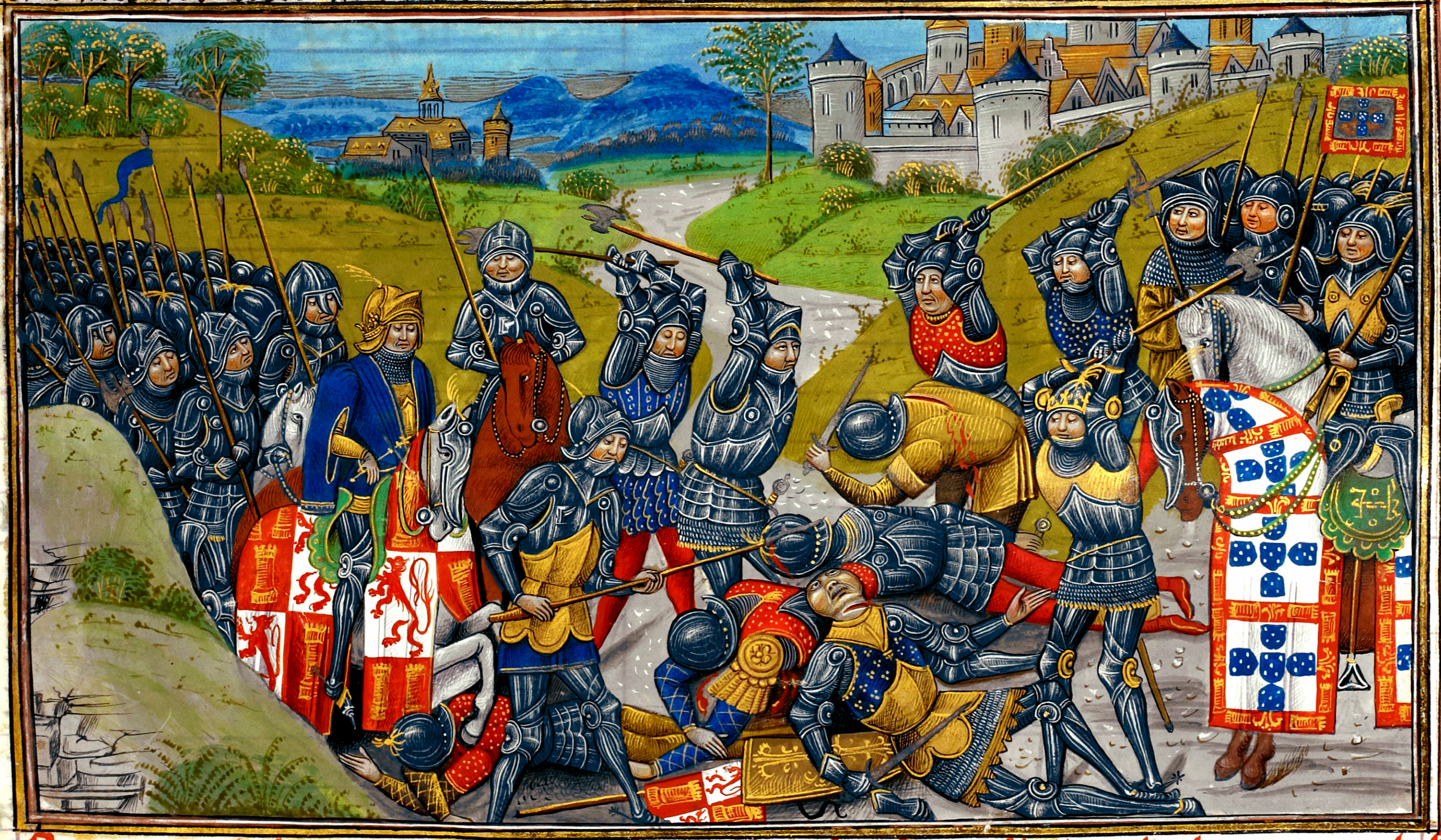
Representação medieval da batalha de Aljubarrota

Os feitos do Mestre de Avis também são cantados de forma particularmente épica, fazendo lembrar Ájax na Ilíada. A sua coragem salva a batalha. Socorre a Ala dos Namorados que se encontrava na vanguarda e, na estrofe 38, "sopesando a lança quatro vezes, Com força (a)tira; e, deste único tiro, Muitos lançaram o último suspiro".
Mas no fim de mais uma batalha sanguinária, a par com o canto da glória, o poeta deixa a opinião de quem maldiz a guerra, que por cobiça dos poderosos lança tanta gente à morte, deixando tantas mães e esposas sem maridos e filhos.

#### Partida das Naus

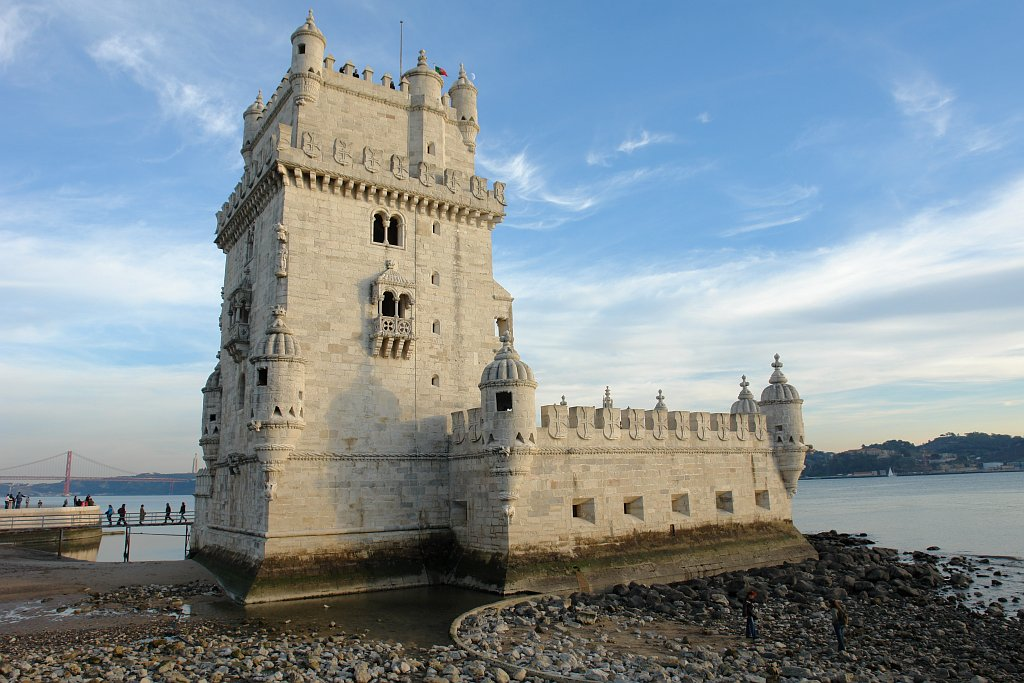
Torre de Belém, na praia de onde saiu a expedição de Vasco da Gama

Com a paz, as atenções do reino viram-se para Marrocos e para o mar. Entra a Ínclita geração, representada por D. Duarte e D. Fernando, e depois D. Afonso V.
Depois da viagem Pêro da Covilhã e Afonso de Paiva, surge a narração dos preparativos da viagem à Índia, desejo que D. João II não conseguiu concretizar antes de morrer e que iria ser realizado por D. Manuel, a quem os rios Indo e Ganges apareceram em sonhos, profetizando as futuras glórias do Oriente.

#### O Velho do Restelo
O canto termina com a partida da armada. Quando estão a despedir-se das famílias na praia de Belém, os navegadores são surpreendidos pelas palavras de um velho que estava entre a multidão. É o episódio do Velho do Restelo (estrofes 94 a 104).
Esta personagem é a representação da contestação da época contra as aventuras dos descobrimentos. Havia quem pensasse que era puro orgulho e simplesmente suicídio tentar estes projetos de navegar para partes longínquas do mundo; uma perda de recursos e homens, que fariam falta na luta contra os inimigos mouros ou para a defesa do reino contra uma eventual invasão castelhana.
O episódio entrou no imaginário português. A expressão passou a significar o conservadorismo, o mau agoiro, a má vontade e a falta de espírito de aventura, frente a projetos originais que exigem alguma ousadia e gastos de recursos.

### Canto V
Vasco da Gama conta agora como foi a viagem da armada, de Lisboa a Melinde. É a narrativa da grande aventura marítima, em que os marinheiros observaram maravilhados ou inquietos a costa de África, o Cruzeiro do Sul nos céus desconhecidos do novo hemisfério, o Fogo de Santelmo e a Tromba Marítima, e enfrentaram perigos e obstáculos enormes como a hostilidade dos nativos, no episódio de Fernão Veloso, a fúria de um monstro, no episódio do Gigante Adamastor, a doença e a morte provocadas pelo escorbuto.

#### Fernão Veloso
“Disse então a Veloso um companheiro
(Começando-se todos a sorrir)
-"Ó lá, Veloso amigo, aquele outeiro
É melhor de descer que de subir."
- "Sim, é, (responde o ousado aventureiro)
Mas quando eu para cá vi tantos vir
Daqueles cães, depressa um pouco vim,
Por me lembrar que estáveis cá sem mim”

— Fernão Veloso, Canto V, estrofe 35
Aportados na costa africana, os portugueses fizeram contacto com os povos nativos. Este aventureiro (estrofes 30 a 36), convidado para conhecer a sua aldeia, acompanhou despreocupadamente os anfitriões. Mas, percebendo as intenções assassinas destes, «Mais apressado do que fora, vinha», perseguido por um grupo.
É um episódio também humorístico, pela bazófia do português. Depois de uma escaramuça para o salvarem, os companheiros fazem troça da sua fuga apressada, depois de, com tanta confiança, ter entrado pela terra adentro na companhia dos nativos. A isto ele responde que, vendo como tantos inimigos voltavam para atacar a praia, vinha a correr só para ajudar a frota, «Por me lembrar que estáveis cá sem mim».

#### O Adamastor
Podem-se considerar três partes no episódio do Adamastor: a primeira é uma teofania (estrofes 37 a 40). Chegados ao cabo das Tormentas no meio de uma tempestade, os marinheiros avistam o titã, tão terrível que «Arrepiam-se as carnes e o cabelo A mi e a todos só de ouvi-lo e vê-lo». Aqui está o puro pavor, a ameaça iminente da aniquilação, fisicamente sentida - as carnes engelham-se, os cabelos crispam-se.

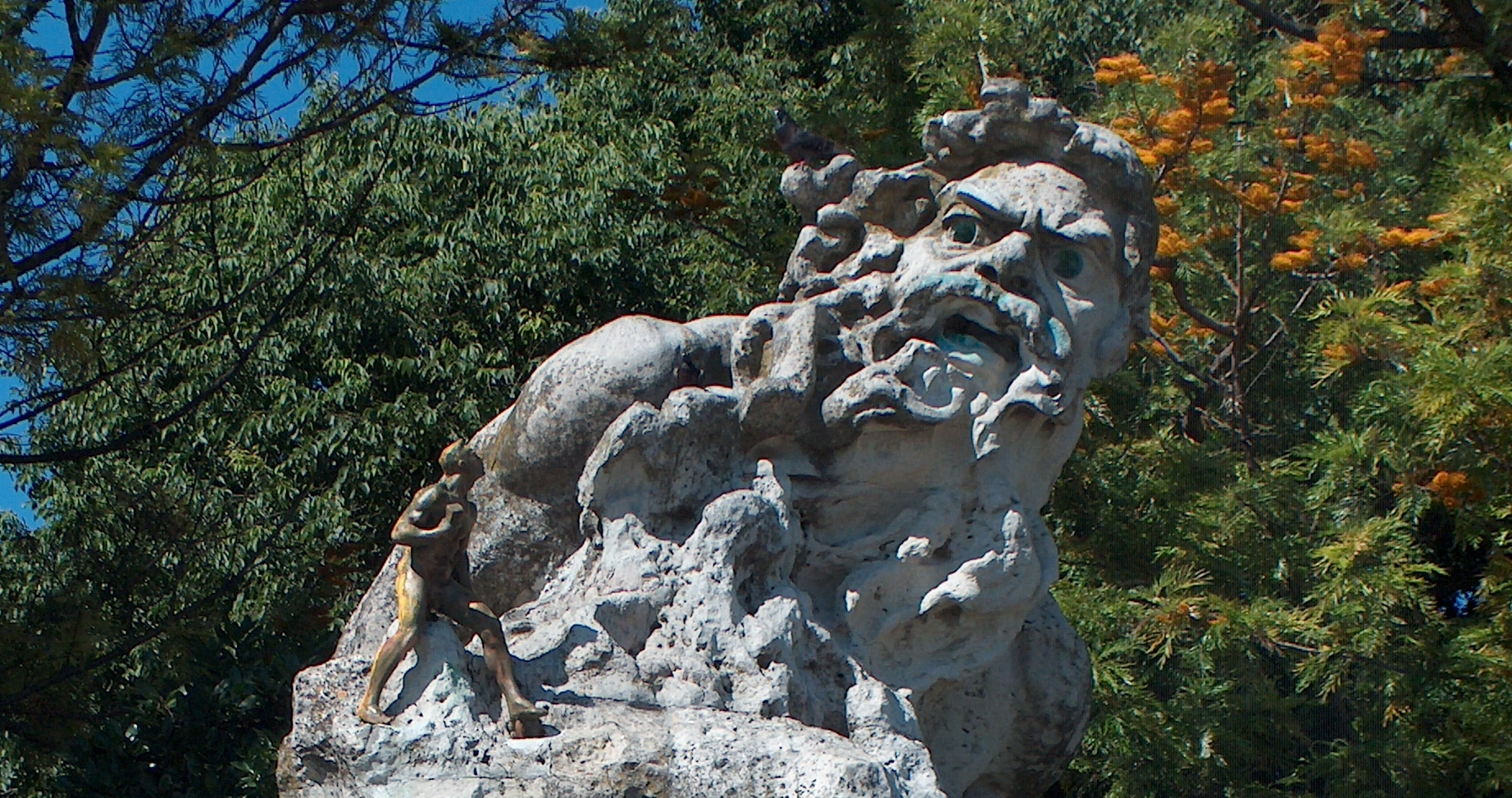
Adamastor, escultura de Júlio Vaz Júnior no miradouro de Santa Catarina, Lisboa, Portugal

O espetáculo é envolvente, grandioso, terrificante. Este semideus maléfico, encarnação dos perigos da arriscada travessia, precede-se de uma nuvem negra, que surge rasante sobre as cabeças dos navegantes. Mas mais surpreendente ainda é a orquestração que o mar faz com este elemento aéreo «Bramindo, o mar de longe brada, Como se desse em vão nalgum rochedo». O lado maravilhoso desta aparição também é acentuado, fazendo contrastar todo o espetáculo de disformidade e gigantismo com o cenário precedente, onde são manifestos os encantos de uma noite dos "mares do Sul", «prosperamente os ventos assoprando».
Então começa a segunda parte do episódio (estrofes 41 a 48), que em termos cronológico-narrativos é uma prolepse. O Adamastor fala e, como um oráculo, vaticina o destino cruel que espera alguns dos navegadores que atravessarão os seus domínios. É uma forma inteligente do poeta de meados do século XVI falar de acontecimentos do passado, mas que seriam futuros para o navegador do início do século que faz a narração.
Finalmente surge uma écloga marinha (estrofes 49 a 59), que obedece a um desenvolvimento comum a muitas composições líricas de Camões: o enamoramento (de Adamastor por Tétis, não correspondido), a separação forçada (pela titanomaquia), a traição, o lamento pelo sonho frustrado, do qual o sofredor é constante e eternamente recordado: «Enfim, minha grandíssima estatura, Neste remoto cabo converteram Os Deuses, e por mais dobradas mágoas, Me anda Tétis cercando destas águas».

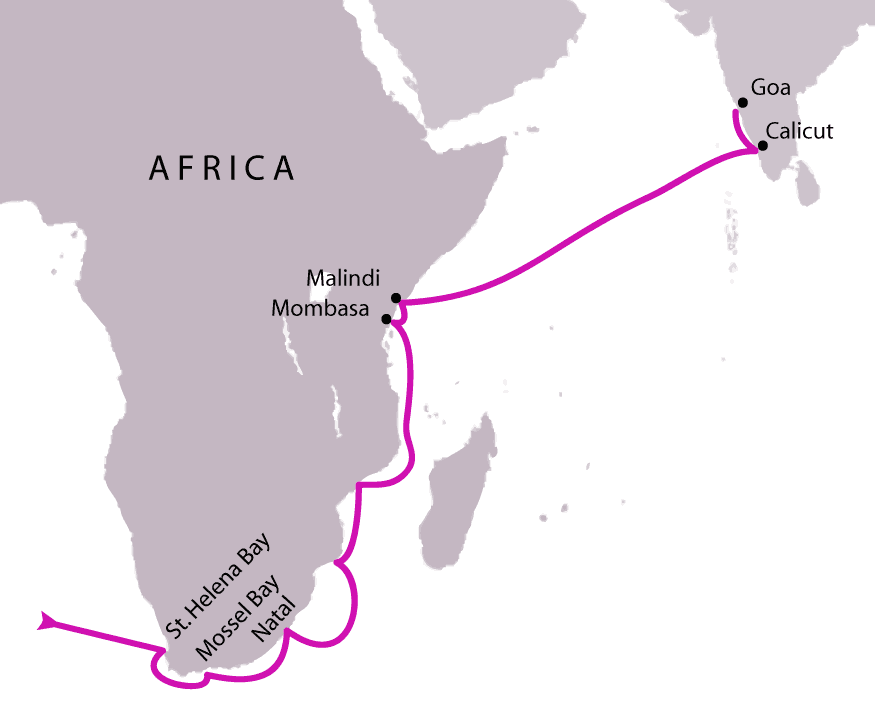
Rota de Vasco da Gama desde a África do Sul até à Índia

Passado mais este obstáculo, os navegadores agora enfrentam a doença, particularmente o escorbuto, e um clima a que não estão habituados. Apesar de um acolhimento cordial dos povos da África do Sul, o desânimo também aumenta por não haver quem dê notícias sobre a Índia. Até que, depois de Moçambique e Mombaça, a narrativa termina com a alegria da chegada a Melinde.
O canto encerra com a admiração dos melindanos por toda a epopeia portuguesa, e a censura do poeta pela iliteracia dos seus conterrâneos. Pela boca de Vasco da Gama, que lhe empresta legitimidade, conta como os poderosos do mundo, especialmente gregos e romanos, eram amantes das letras. E lamenta que os seus contemporâneos desprezem a língua, a poesia e o cantar e louvar de heróis e povos.

### Canto VI
Finda a narrativa de Vasco da Gama, e os festejos dos melindanos, a armada sai, guiada por um piloto que deverá guiá-la até Calecute.
Baco, vendo que os portugueses estão prestes a chegar à Índia, resolve pedir ajuda a Neptuno, que convoca um concílio dos deuses marinhos. A decisão destes é oposta à dos olímpicos, e assim ordenam a Éolo que solte os ventos para fazer afundar a frota.

#### Os doze de Inglaterra

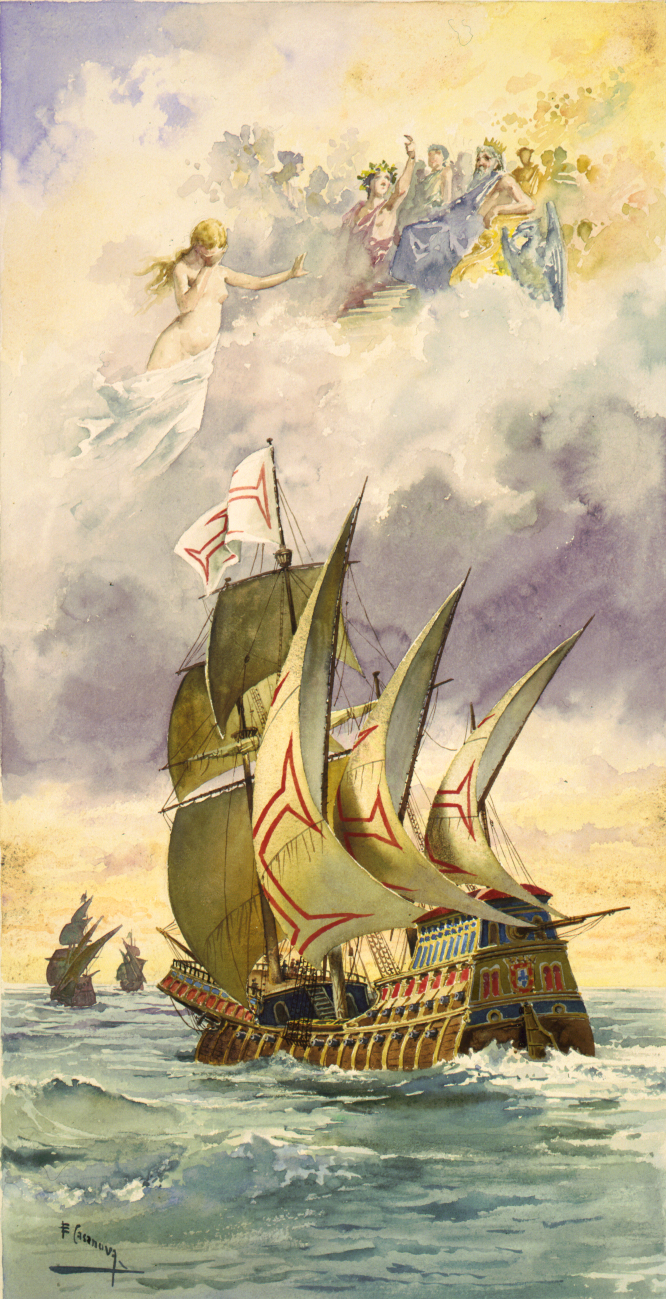
Ilustração da nau de Vasco da Gama com os deuses nas nuvens

Entretanto, os marinheiros matam despreocupadamente o tempo ouvindo Fernão Veloso contar o episódio lendário e cavaleiresco d'Os Doze de Inglaterra (estrofes 43 a 69):
Nos tempos de D. João I, doze cavaleiros ingleses teriam ofendido a honra de doze damas inglesas, e lançado o desafio a quem quisesse defendê-las em um torneio. Uma vez que estes eram homens poderosos da Inglaterra, não havia compatriotas que se atrevessem a enfrentá-los. Assim, o duque de Lencastre João de Gante lançou um apelo ao seu genro rei de Portugal.
Em resposta, armaram-se imediatamente doze cavaleiros portugueses para partir do Porto para aquele país. Mas só onze embarcaram. O 12.º era Álvaro Gonçalves Coutinho, o Magriço, que resolveu ir primeiro por terra até às Flandres. Depois de algumas aventuras, chegou ao local da justa no preciso momento em que esta ia começar e, com a sua ajuda, todos os cavaleiros ingleses foram derrotados, salvando-se a honra das damas ofendidas.

#### A tempestade
A história de Veloso é interrompida pela chegada da tempestade provocada pelos deuses marinhos (estrofes 70 a 84).
É uma descrição dramática de quem viveu situações semelhantes e conhece a gíria náutica: os ventos, a ondulação, a quebra de mastros, as naus alagadas, os gritos dos marinheiros, relâmpagos e trovões.

“O céu fere com gritos nisto a gente,
Com súbito temor e desacordo,
Que, no romper da vela, a nau pendente
Toma grã suma d'água pelo bordo:
"Alija, disse o mestre rijamente,
Alija tudo ao mar; não falte acordo.
Vão outros dar à bomba, não cessando;
A bomba, que nos imos alagando!"”

— A tempestade, Canto VI, estrofe 72
Vendo as suas embarcações quase perdidas, Vasco da Gama dirige uma prece a Deus. Mais uma vez, é Vénus que ajuda os portugueses, mandando as ninfas seduzirem os ventos para que assim se acalmassem. Dissipada a tempestade, a armada avista Calecute e o capitão agradece a mercê divina.
O canto termina com considerações do poeta sobre o valor da fama e da glória conseguidas através dos grandes feitos, e uma crítica a quem procura estas e a fortuna por intriga e favor dos poderosos.

### Canto VII

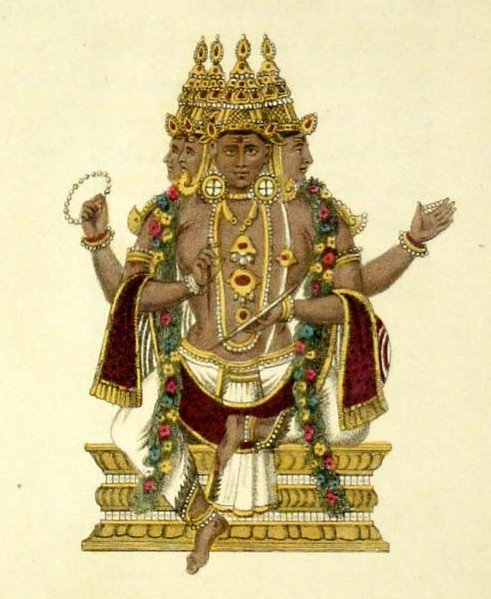
Brahma, uma das divindades principais do hinduísmo, confundido por Camões com Jano

Este canto inicia com a comparação dos feitos dos portugueses contra os muçulmanos, expandindo o cristianismo e fazendo a guerra santa, com os conflitos internos da Europa (estrofes 2 a 15). Segundo o ponto de vista de Camões, os reis e os nobres das outras nações europeias perdem-se em guerras intestinas, inglórias e injustas. Os alemães, franceses e ingleses renegaram a verdadeira fé e enfraquecem o poder cristão. Os italianos são corruptos, lutando uns contra os outros com o único objetivo do ganho pessoal. Pelo contrário, só os portugueses, com as mais nobres intenções, lutam contra os mouros e turcos.
Assim que aporta em Calecute, Vasco da Gama envia um mensageiro ao soberano indiano. No meio deste novo povo, com quem não consegue falar, o marinheiro encontra Monçaide, um mouro hispânico falante de castelhano, que o acolhe e lhe serve de tradutor. Monçaide acompanha-o até à frota e explica aos portugueses um pouco da geografia, história, política, religiões e costumes da Índia.
O capitão e Monçaide desembarcam e encontram-se com o Catual, um ministro que os acompanha até ao Samorim (estrofes 43 a 65). A descrição do que os portugueses veem é um exemplo da sociologia da descoberta e da interpretação de uma cultura absolutamente nova. É proposto um tratado comercial e, enquanto o soberano indiano pondera, a embaixada volta à nau capitânia. Aqui encontra-se um painel representando a história de Portugal.
Mas antes da explicação deste, sentindo-lhe faltar a inspiração, Camões conta um pouco da sua biografia e lança-se num lamento indignado pelo modo como a sua pátria o tem tratado, a quem só pretende cantar a glória portuguesa (estrofes 78 a 87).

### Canto VIII

#### Painel da história de Portugal

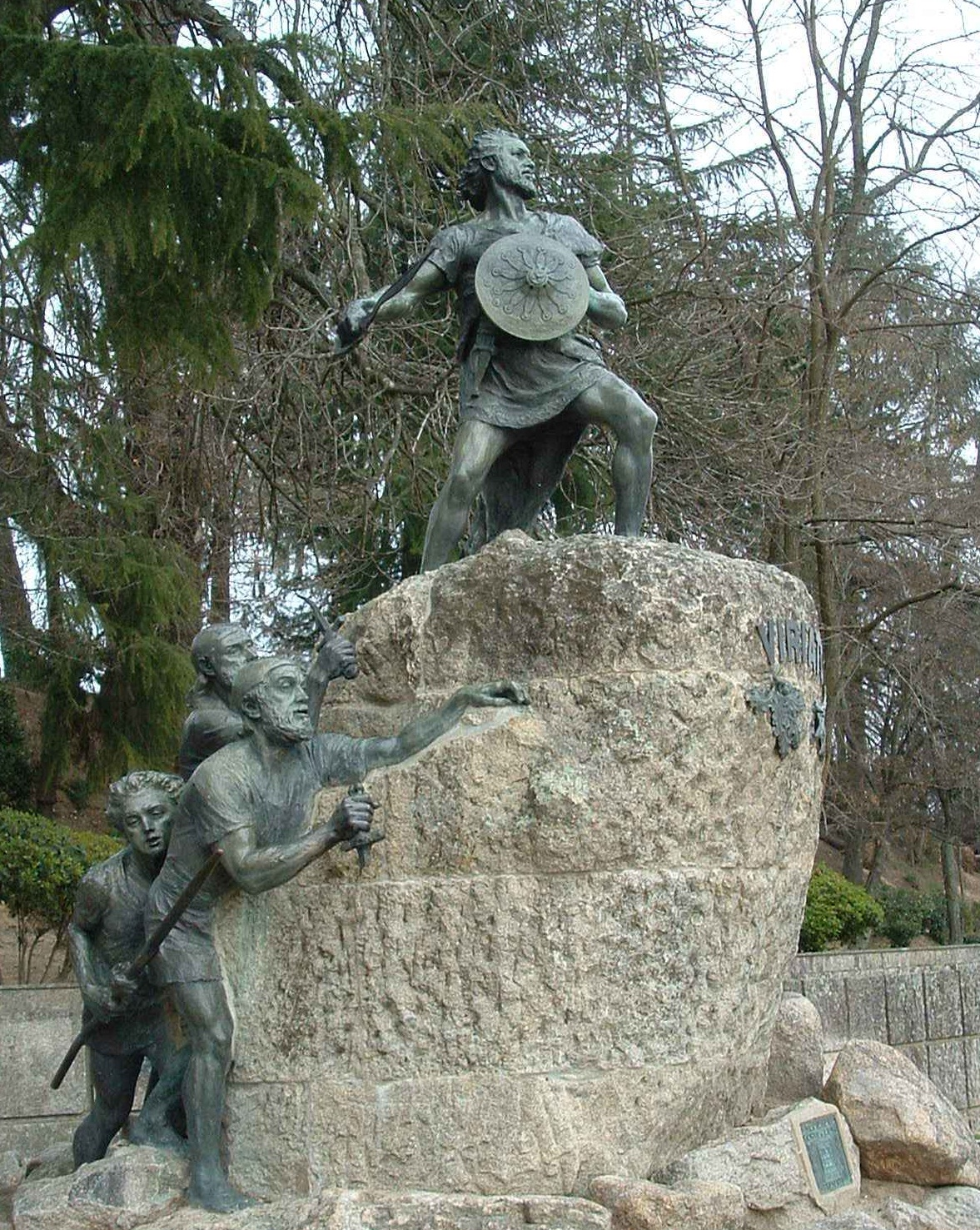
Monumento ao lusitano Viriato em Viseu, Portugal

A descrição da pintura (estrofes 1 a 42) começa com Luso, o filho ou companheiro de Baco, depois Ulisses, Viriato e Sertório.
De seguida vêm o Conde D. Henrique e D. Afonso Henriques, juntamente com algumas personalidades que se evidenciaram durante a primeira dinastia: Egas Moniz, D. Fuas Roupinho, o prior D. Teotónio, Mem Moniz, D. Sancho I, Geraldo Sem Pavor, Martins Lopes (que capturou Pedro Fernando de Castro, renegado leonês aliado aos mouros), o bispo D. Soeiro Viegas, D. Paio Peres Correia.
Já durante a revolução de 1383-85 e o reinado de D. João I, estão presentes D. Nuno Álvares Pereira, Pêro Rodrigues e Gil Fernandes (vencedores de escaramuças com os castelhanos), Rui Pereira (batalha naval do cerco de Lisboa) e Martim Vasques da Cunha (que com 17 homens se defendeu de 400 castelhanos).
Depois D. Pedro e D. Henrique (da Ínclita Geração), D. Pedro de Meneses (capitão de Ceuta) e D. Duarte de Meneses (capitão de Alcácer-Ceguer). Entretanto anoitece e o Catual volta a terra.

“Sabe que há muitos anos que os antigos
Reis nossos firmemente propuseram
De vencer os trabalhos e perigos,
Que sempre às grandes coisas se opuseram;
E, descobrindo os mares inimigos
Do quieto descanso, pretenderam
De saber que fim tinham, e onde estavam
As derradeiras praias que levavam.”

— Discurso de Vasco da Gama, Canto VIII, estrofe 70

#### Tratado com o Samorim
O Samorim entretanto manda examinar os augúrios que, segundo o poeta, por serem pagãos são facilmente enganados pela sua fé errada. O Demónio engana-os dando a previsão de que os portugueses virão a subjugar toda a Índia. Isto é confirmado pelos conselheiros islâmicos do soberano, a quem durante a noite Baco visitara durante os sonhos, fazendo-se passar por Maomé, acusando os ocidentais de pirataria e incitando à destruição a frota.
No dia seguinte, o Samorim tem de decidir entre as vantagens económicas do tratado com os portugueses e as previsões catastróficas da noite. Chamando Vasco da Gama, acusa-o de apátrida e pirata, incitando-o a confessar a verdade. O navegador responde com dignidade (estrofes 65 a 75), reafirmando as suas intenções, e sai da audiência com autorização para comercializar.
Mas o ministro indiano, influenciado pelos muçulmanos do reino, faz o capitão de refém e tenta trazer a frota portuguesa para mais perto, para a poder assaltar. Quando esta estratégia falha, cobiçando o lucro e temendo o castigo do seu soberano por estar a desobedecer às suas ordens, aceita trocar Vasco da Gama por mercadorias das naus.

### Canto IX
O Catual ainda tenta demorar os portugueses, proibindo o comércio com os feitores das naus, para dar tempo que chegue uma armada muçulmana do mar Vermelho. Mas Monçaide, convertido agora ao cristianismo, consegue informar o capitão português dos planos dos inimigos, vender a mercadoria e obter especiarias.
Ao mesmo tempo, Vasco da Gama aprisiona alguns importantes do reino de Calecute e troca-os pelos feitores, entretanto aprisionados. Com mercadoria e alguns prisioneiros indianos, a frota tem provas da chegada à Índia e zarpa.

#### A Ilha dos Amores
“Ó que famintos beijos na floresta,
E que mimoso choro que soava!
Que afagos tão suaves, que ira honesta,
Que em risinhos alegres se tornava!
O que mais passam na manhã, e na sesta,
Que Vénus com prazeres inflamava,
Melhor é experimentá-lo que julgá-lo,
Mas julgue-o quem não pode experimentá-lo.”

— A Ilha dos Amores. Canto IX, estrofe 83
Vendo agora a frota em segurança no seu regresso a Portugal, Vénus pede a ajuda do seu filho Cupido para juntar os amores e ferir as nereidas com as flechas do amor. Com as ninfas e Tétis sob esta influência, coloca uma ilha mística na rota de regresso dos portugueses, e a ela traz os amantes.
Podem ser consideradas três descrições no episódio da Ilha dos Amores:
- O locus amoenus: o cenário onde decorre o encontro amoroso (estrofes 52 a 67 e mais algumas até ao final do canto) é típico do locus amoenus, com os seus chãos maciamente relvados, águas límpidas e cantantes, arvoredos frondosos e até um lago. O poeta fala ainda da simpática fauna que aí se cria e dos frutos que se produzem sem cultivo. É um cenário paradisíaco, idílico, de écloga.
- A alegoria: com um arrojo inesperado para um maneirista, Camões descreve o encontro dos nautas com as ninfas que os esperavam, industriadas por Vénus. O amor que experimentam é de paixão: imediato, arrebatado e carnal. E fica dado o recado aos que condenam a expressão mais física do amor: «Melhor é experimentá-lo que julgá-lo, Mas julgue-o quem não pode experimentá-lo.»

A recompensa dos portugueses tem um sentido alegórico: «Que as Ninfas do Oceano, tão fermosas, Tethys e a Ilha angélica pintada, Outra cousa não é que as deleitosas Honras que a vida fazem sublimada» (estrofe 89). A terminar o canto, dirigindo-se ao leitor, reforça a intenção alegórica e incita aos feitos de valor: «Impossibilidades não façais, / Que quem quis sempre pôde: e numerados / Sereis entre os heróis esclarecidos / E nesta Ilha de Vénus recebidos».
- Leonardo: Camões, o indefetível cantor do amor, não quis, e se calhar não pôde, evitar que isso se refletisse n'Os Lusíadas. Se os amores mal sucedidos do Adamastor deixam entrever o caso real do poeta, Leonardo (estrofes 75 a 82) aqui representa a consumação do seu sonho. Repare-se que as queixas deste navegante recordam as do poeta na lírica e como é um lamento delicado e belo.

Em um pormenor curioso, houve a intenção de separar e dignificar Vasco da Gama na carnalidade do episódio. É acompanhado por Tétis até a um magnífico palácio de cristal e ouro, enquanto os restantes marinheiros e as suas companheiras ficam nas praias e nos bosques.

### Canto X

#### A profecia da Sirena
Depois de saciados os primeiros apetites, os marinheiros chegam ao palácio de Tétis, onde lhes é servido um farto banquete. Neste, a Sirena profetiza os feitos dos portugueses no Oriente (estrofes 10 a 73). Mais uma vez Camões usa o artifício da profecia para contar o que se passou entre 1498, o ano da descoberta do caminho marítimo para a Índia, e o tempo em que o poema foi escrito.
São então cantados os heróis e governadores da Índia, que da mesma forma vão merecer a presença na Ilha dos Amores: Duarte Pacheco Pereira (estrofes 12 a 23), Francisco de Almeida e o seu filho Lourenço de Almeida (26 a 38), Tristão da Cunha (39), Afonso de Albuquerque (40 a 49), Lopo Soares de Albergaria (50 e 51), Diogo Lopes de Sequeira (52), Duarte de Menezes e o próprio Vasco da Gama (53), Henrique de Menezes (54 e 55), Pêro Mascarenhas (56 a 58), Lopo Vaz de Sampaio (59), Heitor da Silveira (60), Nuno da Cunha (61), Garcia de Noronha e António da Silveira (62), Estêvão da Gama (62 e 63), Martim Afonso de Sousa (63 a 67), João de Castro e os seus filhos Álvaro e Fernando (67 a 72) e João de Mascarenhas (69).

#### A máquina do mundo

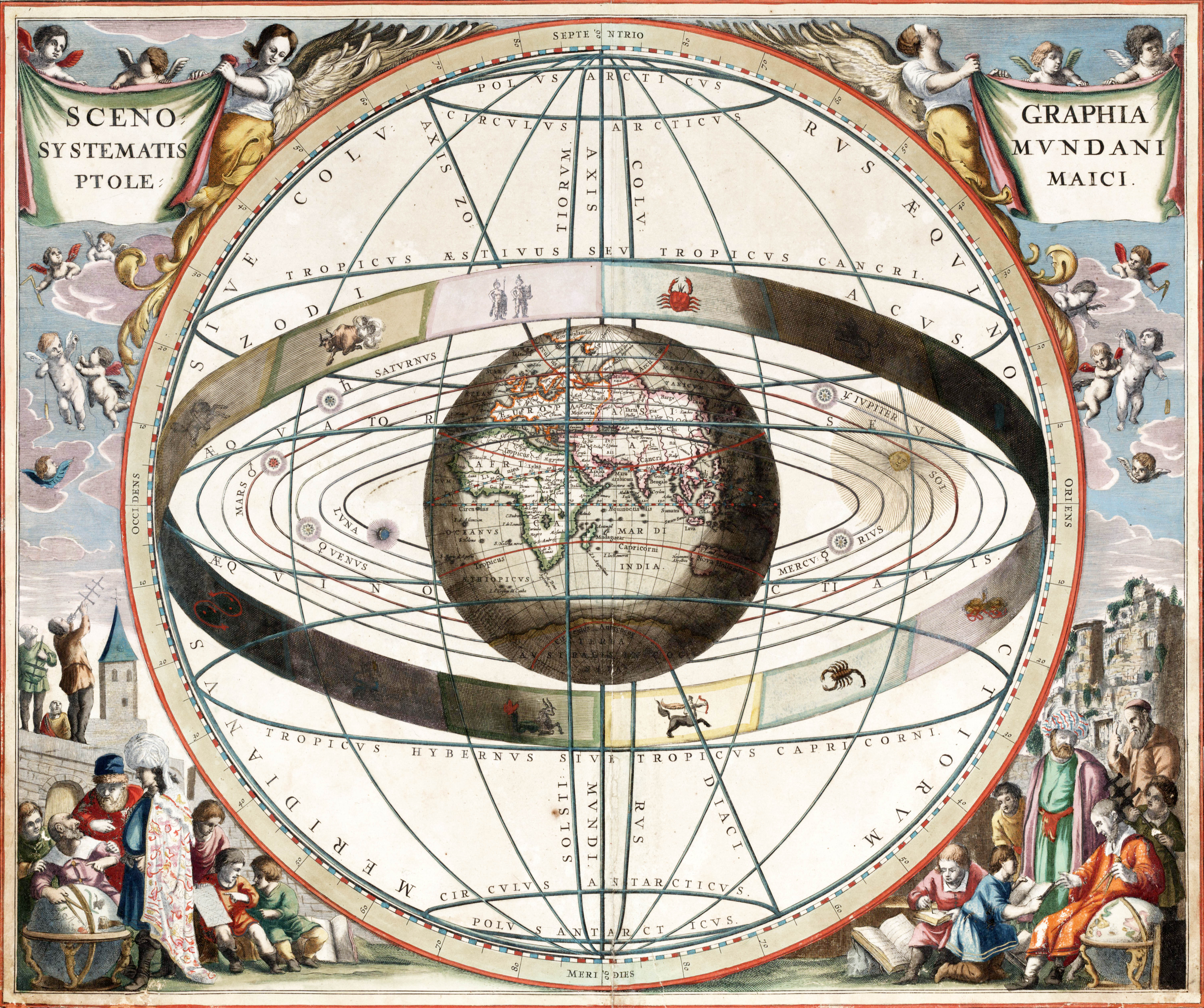
Representação artística do modelo geocêntrico, de Ptolomeu (1660)

Acabado o banquete, Tétis convida o Gama para o espetáculo da Máquina do Mundo, o espetáculo único das esferas celestes de Ptolomeu (estrofes 77 a 144). Aqui vemos que ao génio e aos conhecimentos de Camões sobre geografia, história, mitologia, religião, guerra, comportamento humano e navegação, se junta o da astronomia (do século XVI, naturalmente).
Nas palavras de António José Saraiva, "é um dos supremos sucessos de Camões", "as esferas são transparentes, luminosas, veem-se todas ao mesmo tempo com igual nitidez; movem-se, e o movimento é percetível, embora a superfície visível seja sempre igual. Conseguir traduzir isto por meio da "pintura que fala" é atingir um dos cumes da literatura universal."
Incluídas neste episódio ainda vão estar mais "profecias" sobre os portugueses; a história dos milagres de S. Tomé, evangelizador da Índia (estrofes 108 a 118), com uma breve, mas arriscada crítica aos jesuítas na estrofe 119; na estrofe 128 uma referência ao naufrágio de Camões, em que se salvou a nado com Os Lusíadas, e uma curiosa previsão de que a sua «Lira sonorosa Será mais afamada que ditosa» (a sua obra seria mais famosa do que a sua vida afortunada).
Depois disto, os portugueses embarcam novamente e chegam sem mais problemas a Lisboa, onde recebem as glórias que lhes são devidas.

#### Epílogo
“Nô mais, Musa, nô mais, que a Lira tenho
Destemperada e a voz enrouquecida,
E não do canto, mas de ver que venho
Cantar a gente surda e endurecida.”

— Epílogo. Canto X, estrofe 145
A epopeia termina com um epílogo (estrofes 145 a 156), em que o poeta lamenta mais uma vez as injustiças que o Reino lhe terá cometido. Reforça a dedicatória da obra ao jovem rei D. Sebastião e aproveita, como homem experiente da vida e dos conhecimentos, para lhe dar alguns conselhos: que se aconselhe com os melhores, governe com justiça, premeie apenas e sempre quem merece, lute com bravura e inteligência para expandir Portugal e a fé cristã. Deste modo, tal como Aquiles foi cantado por Homero, Camões cantará o seu rei.

## Obras baseadas n'Os Lusíadas
- Em 1968 foi publicada, em edição de autor, uma obra intitulada Os Lusos, da autoria de José da Costa, um autodidata de Vila Nova de Famalicão. A obra pretende ser a continuação d'Os Lusíadas e está estruturada do mesmo modo, contendo quatro cantos que se iniciam por uma breve análise feita pelo autor.[carece de fontes?]
- Em 1984, foi publicada em Portugal pela Editorial Notícias uma reedição d'Os Lusíadas em banda desenhada, criada por José Ruy. (ISBN 972-46-1144-2)
- Em 2000 foi publicada uma versão deste épico em banda desenhada (história em quadradinhos), do cartoonista Fido Nesti (ISBN 85-7596-073-3);
- Em 2006 foi publicada outra BD (HQ) com o nome de Lusíadas 2500, uma nova leitura da obra de Camões, desta vez num ambiente futurístico de ficção científica, por Lailson de Holanda Cavalcanti (ISBN 85-04-01037-6)
- Álvares Cardoso Gomes lançou uma obra intitulada "Por Mares há muito navegados".
- Em 2018, João Morgado edita "O Livro do Império"[15], que narra a escrita e impressão d'Os Lusíadas, e os meandros da corte e do Santo Ofício que autorizaram uma publicação tão polémica.(ISBN 978-989-724-451-3)

## Traduções
Os Lusíadas foi editado pela primeira vez em França em 1735, numa tradução de Duperron de Castéra. Estima-se que antes desta edição impressa já uma manuscrita tenha estado em circulação em França, mas perdeu-se.

### Texto completo d'Os Lusíadas

#### Em português
- Os Lusiadas, Lisboa, Portugal : en casa de Antonio Gocalvez, 1572. - 1ª Edição, digitalizado em HTM pela Biblioteca Nacional Digital Brasil
- Os Lusiadas, Lisboa, Portugal : en casa de Antonio Gocalvez, 1572. - 1ª Edição, digitalizado em PDF pela Biblioteca Nacional Digital Brasil
- Edição Moderna (2019)
- Os Lusíadas, primeira edição de Os Lusiadas online na Internet desde 1994 pelo buscador lusófono Gertrudes.com com o prefácio de Theophilo Braga datado de 1881.
- Os Lusíadas, edição com notas explicativas, disponibilizada pelo Instituto Camões
- Os Lusíadas, audiobook disponibilizado por Librivox
- Os Lusíadas Concordancias completas
- Didática de "Os Lusíadas" Ministério de Educação Nacional, Lisboa, 1973

- Os Lusíadas - Edição Didáctica Porto Editora

- Os Lusíadas, Lisboa, 1572, na Biblioteca Nacional de Portugal

#### Emoutros idiomas
- Ambos Os Lusíadas de Camões e a banda desenhada de José Ruy foram traduzidos para o mirandês, língua minoritária do nordeste de Portugal, por Amadeu Ferreira e Fracisco Niebro, respetivamente.
- Cópias de traduções integrais online encontram-se em:

- Os Lusíadas em mirandês
- Die Lusiaden (alemão)
- Los Lusiadas (castelhano)
- Els Lusíades (catalão)
- The Lusiad (inglês)
- I Lusiadi (italiano)
- Lusiadum libri decem (Latim)
- Les Lusiades (francês)
- Лузиады (russo)
- Os Lusiadas, 1ªs edições noutras línguas, sítio web, Biblioteca Nacional de Portugal

- Também é possível encontrar traduções nos seguintes idiomas:

- Os Lusíadas (chinês)
- Os Lusíadas (concani/konkani)
- Die Lusiaden (dinamarquês)
- Lusovci (eslovaco)
- La Luzidoj (esperanto)

### Artigos
- "Os Lusíadas", de Luís de Camões, Grandes Livros, Companhia de Ideias, 2009
- Os Lusíadas: um poema épico e crítico, por Paula Moura Pinheiro, Câmara Clara (Extrato de Programa Cultural), RTP, 2007
- Camões e Os Lusíadas, Português - Camões e Os Lusíadas - 10.º ano- aula 1, Secretaria Regional de Educação da Madeira, 2020
- Primeira edição d´Os Lusíadas, Diário do Tempo (Extrato de Programa), por Serenella Andrade, RTP, 2012
- "Os Lusíadas": o livro da vida de Vasco Graça Moura, Ler+ ler melhor (Extrato de Magazine Cultural), Filbox produções, 2012